# Comtat d'Alba de Liste
El comtat d'Alba de Liste és un títol nobiliari espanyol atorgat el 8 d'agost de 1459 per Enric IV de Castella a Enrique Enríquez de Mendoza, de la família Enríquez. El seu nom es refereix al castell d'Alba d'Aliste del municipi zamorà de Losacino.

## Comtes d'Alba i Aliste
- Enrique Enríquez de Mendoza, I comte d'Alba i Aliste
- Alonso Enríquez de Guzmán, II comte d'Alba i Aliste
- Diego Enríquez, III comte d'Alba i Aliste
- Enrique Enríquez, IV comte d'Alba i Aliste
- Diego Enríquez, V comte d'Alba i Aliste
- Fadrique Enríquez, VI comte d'Alba i Aliste
- Enrique Enríquez, VII comte d'Alba i Aliste
- Fadrique Enríquez de Guzmán, VIII comte d'Alba i Aliste
- Luis Enríquez de Guzmán, IX comte d'Alba i Aliste, virrei del Perú
- Manuel Enríquez de Guzmán, X comte d'Alba i Aliste
- Francisco Enríquez de Almansa, XI comte d'Alba i Aliste
- Juan Enríquez de Guzmán, XII comte d'Alba i Aliste
- Martín Fernández de Velasco y Pimentel, XVI comte d'Alba i Aliste, XII duc de Frías, IV duc d'Arión, XVI comte d'Haro, V marquès del Fresno, etc.
- Diego Pacheco Téllez-Girón y Velasco, XVIII comte d'Alba i Aliste, XIII duc de Frías, VIII duc d'Uceda, etc.
- Bernardino Fernández de Velasco Pacheco y Téllez-Girón, XIX comte d'Alba i Aliste, etc.
- María de la Concepción Martorell y Castillejo, actual XXIV comtessa d'Alba de Liste.